# Плейнвілл (Джорджія)
Плейнвілл (англ. Plainville) — місто (англ. city) в США, в окрузі Гордон штату Джорджія. Населення — 356 осіб (2020).

## Географія
Плейнвілл розташований за координатами 34°24′19″ пн. ш. 85°1′53″ зх. д. / 34.40528° пн. ш. 85.03139° зх. д. (34.405265, -85.031489).  За даними Бюро перепису населення США в 2010 році місто мало площу 1,87 км², уся площа — суходіл.

## Демографія
Згідно з переписом 2010 року, у місті мешкало 313 осіб у 118 домогосподарствах у складі 79 родин. Густота населення становила 167 осіб/км².  Було 129 помешкань (69/км²).
Расовий склад населення:
| - 95,8 % — білих - 1,3 % — чорних або афроамериканців - 1,3 % — осіб інших рас |

До двох чи більше рас належало 1,6 %. Частка іспаномовних становила 2,9 % від усіх жителів.
За віковим діапазоном населення розподілялося таким чином: 29,1 % — особи молодші 18 років, 62,3 % — особи у віці 18—64 років, 8,6 % — особи у віці 65 років та старші. Медіана віку мешканця становила 34,6 року. На 100 осіб жіночої статі у місті припадало 115,9 чоловіків;  на 100 жінок у віці від 18 років та старших — 111,4 чоловіків також старших 18 років.
Середній дохід на одне домашнє господарство  становив 43 028 доларів США (медіана — 36 250), а середній дохід на одну сім'ю — 49 446 доларів (медіана — 44 500). За межею бідності перебувало 17,9 % осіб, у тому числі 15,4 % дітей у віці до 18 років та 25,9 % осіб у віці 65 років та старших.
Цивільне працевлаштоване населення становило 134 особи. Основні галузі зайнятості: виробництво — 40,3 %, освіта, охорона здоров'я та соціальна допомога — 20,9 %, роздрібна торгівля — 11,2 %, мистецтво, розваги та відпочинок — 9,7 %.